# Comunità montana delle Alpi Lepontine
La Comunità montana delle Alpi Lepontine era una comunità montana in provincia di Como. Il capoluogo era Porlezza.
Il territorio era costituito dalla Val Menaggio e dalla Val Cavargna, dai comuni che si affacciano sulla parte comasca del Lago di Lugano e dai comuni sulla sponda occidentale del Lago di Como, da Griante a San Siro.
Il 1º settembre 2009, ai sensi della L.R. nr. 19/2008, è stata costituita la Comunità montana Valli del Lario e del Ceresio mediante fusione della Comunità Montana delle Alpi Lepontine e della Comunità montana dell'Alto Lario Occidentale.